# Johann Baptist Vanhal
Johann Baptist Vanhal ou Waṅhal (forma usada pelo próprio e por pelo menos um dos seus editores - em tcheco/checo:  Jan Křtitel Vaňhal, Nechanice, Reino da Boémia, 12 de maio de 1739 - Viena, Império Austríaco, 20 de agosto de 1813) foi um compositor clássico checo.

## Biografia
Filho de um agricultor da Boémia em regime de servidão, destacou-se na música enquanto criança, a tocar violino e órgão. Estudou órgão com Erban, mestre de capela em Nechanice por volta de 1752. Tornou-se organista em Opocno em 1757, e depois mestre coral em Hnevceves em 1759.
Em 1761 foi convidado pela condessa Schaffgotsch para Viena. Na capital do império recebeu lições de composição de Karl Ditters von Dittersdorf em 1762-1763. De 1769 a 1771 viaja pela Itália, onde compõe a sua primeira ópera sob influência de Florian Leopold Gassmann. Em Veneza encontra-se com Gluck. De 1772 a 1780, por motivos de saúde, permanece nas terras do conde Johann Erdődy na Hungria. A partir de 1780, instala-se permanentemente em Viena.
Vanhal encontra-se entre os primeiros compositores que puderam viver do seu ensino e de rendimentos das suas obras. Um dos seus alunos ilustres foi Ignace Pleyel. Vanhal foi autor de muitas obras vocais e instrumentais. Teve um papel importante na evolução da sinfonia, escrevendo mais de uma centena. As suas obras sinfónicas têm frequentemente um tom melancólico, o que faz de Vanhal um dos melhores exemplos representativos do movimento Sturm und Drang na música. A sua Sinfonia em sol menor, de cerca de 1768, é notável e forma com a Sinfonia n.º 39 de Joseph Haydn e com a Sinfonia n.º 25 de Mozart, todas mais ou menos contemporâneas e na mesma tonalidade, uma excecional e interessante trilogia.
Foi durante a sua vida um compositor de grande êxito, de tal modo que as suas sinfonias, pouco depois de serem escritas, eram seguidas em todo o mundo, mesmo nos Estados Unidos. Nos últimos anos da sua vida raramente se afastava de Viena, onde desenvolvia ativamente a missão de professor de música.

## Obras
Entre as suas 1300 composições, são numerosas as obras vocais (missas, requiem, motetes e duas óperas) e sobretudo as instrumentais, das quais 54 quartetos, cerca de 30 concertos, mais de 100 sinfonias, sonatas, divertimentos, serenatas, e numerosas peças para piano a duas e quatro mãos, além de música de câmara.
Um catálogo temático das suas obras foi publicado em 1997 pelo musicólogo Paul Bryan.